# Grace (Mandy-Capristo-Album)
Grace ist das Debütalbum der Sängerin Mandy Capristo und zugleich der zweite Vorname der Sängerin. Das Album wurde am 27. April 2012 von Starwatch und EMI veröffentlicht.

## Hintergrund
Über den Titel und das Konzept ihres Debütalbums sagte Capristo: „Die über einjährige Albumproduktion war für mich persönlich die größte Herausforderung, die ich bisher gemeistert habe. Es war die intensivste und emotionalste Zeit meines Lebens. Ich habe aus jeder Träne, allen schlaflosen Nächten und sämtlicher Kritik das Beste rausgeholt und als Erfahrung in meine Songs gesteckt.“ Die Inspiration zum Album stamme von Dance-, Pop- und R&B-Künstlern wie Beyoncé, Rihanna und Nicole Scherzinger. Das Album vermischt Popmusik mit Dance- und Elektropop-Einflüssen. Zum Teil sind auch Hip-Hop-, Teen-Pop- und Reggae-Elemente enthalten.

## Produktion, Promotion und Cover
Die Albumproduktion begann 2011. Das Album behandelt Themen wie Liebe, Selbstvertrauen, Karriere und Mut. Capristo sagt, dass der Stil ihres Albums dem ihrer ehemaligen Girlgroup Monrose nahekomme. Es beinhaltet Up-Tempo-Nummern und gefühlvolle Balladen. Sie absolvierte mehrere Auftritte, um ihr Album zu promoten, unter anderem bei The Dome, Echo und Bambi. Im April 2012 machte sie eine Promotiontour durch ganz Deutschland.
Das von Anelia Janeva fotografierte CD-Cover zeigt Capristo in einer weißen Jacke. Für das Booklet posierte sie am Strand von Málaga. Die Fotografin für dieses Shooting war Sandra Ludewig. Außerdem enthält das Booklet weitere Aufnahmen von Anelia Janeva.

## Musik und Texte
Das Album beginnt mit Allow Me. Das Lied hat Rap-Elemente, ist eine Uptempo-Nummer und handelt von Capristo: "My name is Mandy, second name is Grace! […] I know I can make it!". Das zweite Lied ist die erste Singleauskopplung The Way I Like It. Es folgt der Midtempo-Song Overrated, der vom Contemporary R&B geprägt ist. Der Song handelt von der einsamen Zeit als Single, wenn man sich gerade von seinem Partner getrennt hat: "I’m on my own - I never thought that I would say this, single life is overrated! Alone is overrated!" Das 4. Lied, Side Effects ist die erste Ballade des Albums. Es folgt ein ebenso ruhiges Lied mit dem Titel Sing. Die Botschaft dieses Stücks ist, dass jeder sich die Gefühle und den Schmerz von der Seele singen soll. Hurricane handelt von der Ruhe vor dem Sturm. Die Strophen sind ruhig, der Refrain ist eingängiger: "He left me, when he walked away, this love - his love is like a hurricane". Auffällig ist der ständige Tempowechsel von langsam zu schnell.

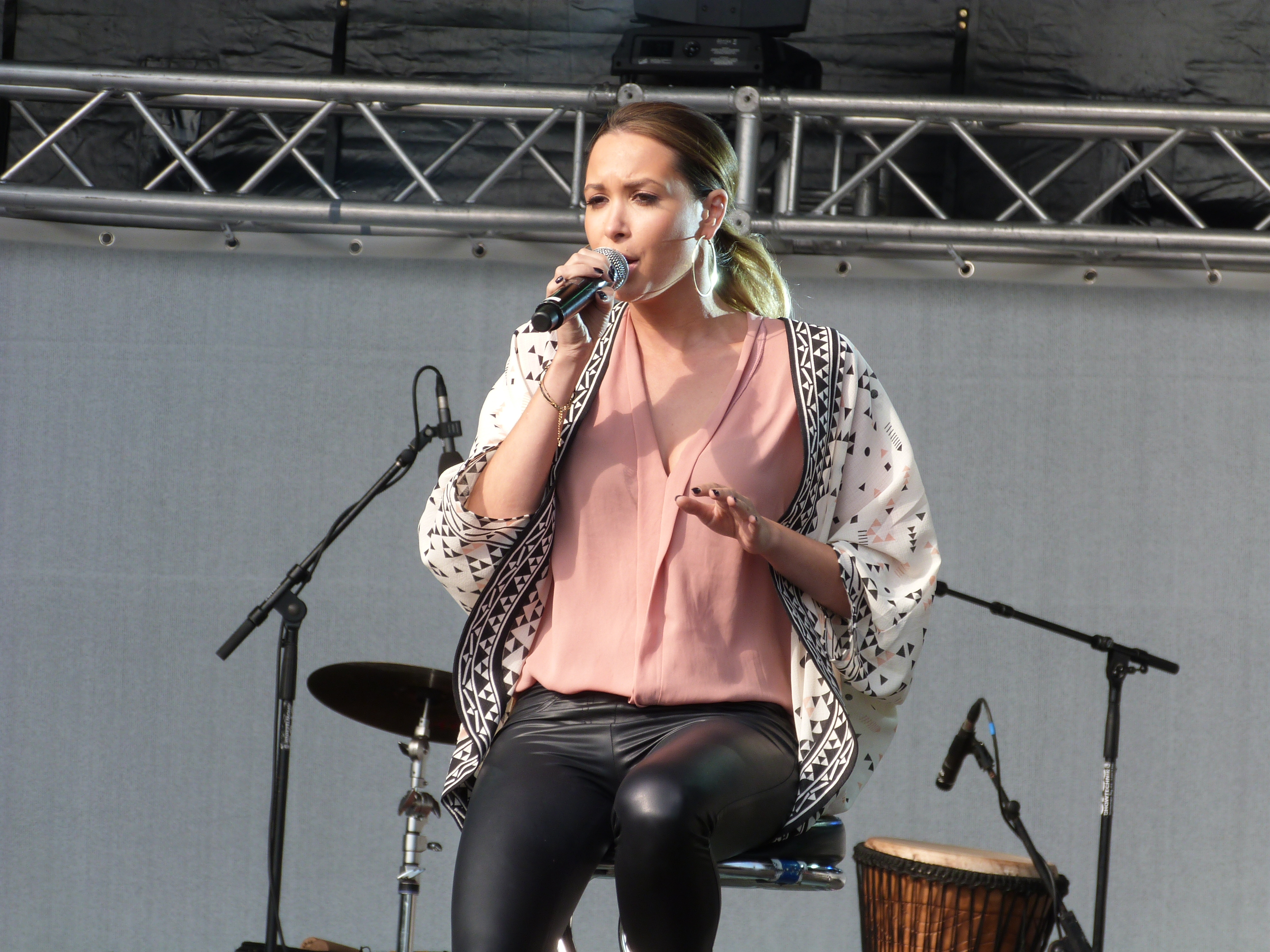
Mandy Capristo singt Side Effects

Im 7. Song Closer zeigt sich Capristo von einer anderen Seite. Dieser ist das erste Lied, was dem Rock-Genre zuzuordnen ist. Es folgt It Don’t Matter, eine schlichte Komposition, die auf Instrumente und Stimme reduziert ist. Das 9. Stück ist Risque, eine weitere Midtempo-Nummer. Dann folgt Intense mit temperamentvollem Schlagzeug- und Gitarren-Sound und Capristos rauem Staccato-Gesang: „In the morning, when I woke up, I realised it was so intense“. Song Nr. 11 ist Otherside, ein Cover der Red Hot Chili Peppers, hier als Ballade. Schließlich wird das Album mit Titelsong Grace beendet. Dies ist der persönlichste Song Capristos, der von ihr mitgeschrieben und produziert wurde und ihre persönliche Geschichte erzählt. Zum Schluss begleitet sie sich selber auf dem Klavier und singt auf Italienisch.

## Rezension
Die Kritiken zu Grace fielen unterschiedlich aus. Amelie Köppl von Laut.de vergab zwei von fünf möglichen Punkten und bezeichnete einen Teil der Lieder als langweilig und eintönig. Nur The Way I Like It und It Don't Matter fielen positiv auf. Es sei ein nett gemeintes Debüt, das aber leider auch beweise, dass sich der vom Monrose-Küken anvisierte neue Stil nicht auf Albumlänge bezahlt mache.
CD-Bewertungen lobte die Vielfalt der Lieder und die Tiefgründigkeit sowie das Herzblut Capristos, kritisierte jedoch auch, dass es keinen markanten Ohrwurm gebe. Insgesamt sei ihr Debüt eine sehr persönliche Arbeit geworden und ein sehr interessanter Auftakt für ihre Solokarriere, die gerade erst so richtig begonnen habe.
MonstersandCritics schreibt: „Auf 'Grace' regieren opulent arrangierte Dramen und bemühte Erotik statt Originalität. In schwülstigen Balladen wie 'Overrated', 'Side Effects' oder 'It Don't Matter' durchleidet Capristo mit Samtstimme einmal mehr die romantischen Enttäuschungen ihres jungen Lebens.“
Das Musik-Magazin Max.de lobt den Wiedererkennungswert von Capristos Stimme. Am besten komme diese mit reduzierten Instrumenten zur Geltung. Grace sei die neue Visitenkarte der Deutsch-Italienerin.

## Titelliste

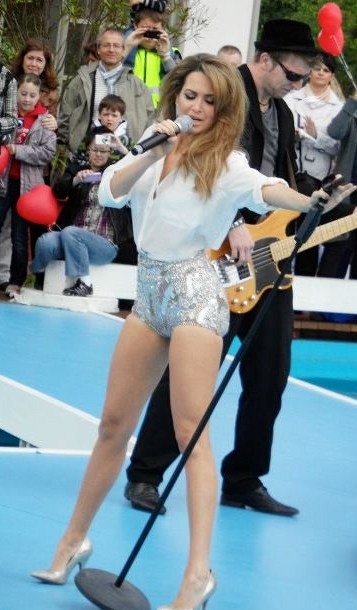
Mandy Capristo bei einem Auftritt zu ihrer Single The Way I Like It im ZDF-Fernsehgarten.

| #   | Titel                     | Songautoren                                                                               | Länge |
| --- | ------------------------- | ----------------------------------------------------------------------------------------- | ----- |
| 1.  | Allow Me                  | Lamb, Julie Frost                                                                         | 3:23  |
| 2.  | The Way I Like It         | David Jost, Twin                                                                          | 3:14  |
| 3.  | Overrated                 | Derek McDonald, Debbie French, Will Simms                                                 | 3:45  |
| 4.  | Side Effects              | Toby Gad, Pam Sheyne, Will Simms, Pixie Lott                                              | 3:30  |
| 5.  | Sing                      | Mark Frisch, Anthony Galatis                                                              | 3:07  |
| 6.  | Hurricane                 | David Eriksen, Ina Wroldsen                                                               | 3:50  |
| 7.  | Closer                    | Robin Grubert, Martin Tingvall                                                            | 4:02  |
| 8.  | It Don’t Matter           | Mathias Wollo, Awa Manneh                                                                 | 4:43  |
| 9.  | Risque                    | Sharon Vaughn, Sebastian Thott, Didrik Thott                                              | 4:45  |
| 10. | Intense                   | Shelly Peiken, Greg Wells, Amie Miriello                                                  | 3:58  |
| 11. | Otherside                 | Anthony Kiedis, John Frusciante, Chad Smith, Michael Peter Balzary                        | 5:54  |
| 12. | Grace                     | Mandy Capristo, Ruben Rodriguez, Keith „Elliott“ Munnerlyn, Sebastian Henzl, Rino Galiano | 4:44  |
| 13. | Pulse (iTunes Bonustrack) | Shelly Peiken, Kasia Livingston, Fraser T Smith                                           | 2:54  |

## Chartplatzierungen
| Land        | Position | Wochen |
| ----------- | -------- | ------ |
| Deutschland | 8        | 5      |
| Österreich  | 28       | 3      |
| Schweiz     | 21       | 7      |